# Belle (skulptur)
Belle (franska för 'Den sköna') är en skulptur och staty placerad 2007 på Oudekerksplein utanför Oude Kerk i centrala Amsterdam i Nederländerna. Bronsstatyn är skapad av den nederländska skulptrisen Els Rijerse, på uppdrag och initiativ från Mariska Majoor på Prostitution Information Center (PIC) i staden. Skulpturen är tänkt att sätta fokus på sexarbetares rättigheter.

## Utformning
Skulpturen visar en kvinna i en dörröppning, på toppen av en trappa. Hon bär uppsatt hår och är iförd högklackade skor. Kvinnan står med händerna på sina höfter och med högburet huvud, i en på samma gång oberörd och utmanande pose.
Själva skulpturen av kvinnan är 1 meter hög. Plaketten på statyn bär texten "Respect sex workers all over the world" (svenska: 'Respektera sexarbetare över hela världen"). På piedestalen till statyn har Rijerse signerat sitt konstverk.

## Historik
Belle är skapad på initiativ av Mariska Majoor, en tidigare sexarbetare (från 16 till 20 års ålder) och från grundandet 1994 verksam på Prostitution Information Center i Amsterdam. Hon drev centret fram till 2016, varefter informationsverksamheten tagits över av en grupp sexarbetare och aktivister. Statyn var tänkt att bidra till ökad respekt för sexarbetare i alla länder. I Nederländerna är prostitution en laglig verksamhet sedan år 2000.
Statyn är den första placerad på allmän plats som tillägnats sexarbetare. Avtäckandet skedde den 31 mars 2007, under den andra "öppna dagen" i De Wallen, Amsterdams centrala prostitutionsstråk som ligger i närheten. Majoor hade då i flera års tid försökt erhålla tillstånd från stadens myndigheter att få resa statyn. Vid avtäckandet sjöng Astrid Nijgh sin sång "Ik doe wat ik doe" (svenska: 'Jag gör vad jag gör'). De "öppna dagarna" var en satsning för att visa Amsterdams sexindustri från en mänsklig sida.
Efter att en ungersk prostituerad mördats i Amsterdam under februari 2009, hölls en minnesceremoni vid statyn. Varje år den 17 december, den internationella dagen mot våld mot sexarbetare, organiserar PIC en minnesceremoni vid statyn.

### Kritik 2019
2019 förorsakade den brittiska konstnären och aktivisten Jimini Hignett rabalder med koppling till Belle. Som del av en utställning på Amsterdam Museum ville hon bifoga en träversion av skulpturen, beledsagat av en video med människor som täljer sina namn i träskulpturen. Enligt Hignett visar Belle upp en romantiserad bild av sexarbetare som lyckliga och självständiga, när verkligheten enligt henne innebär att de drabbas av en stor mängd våld. PIC ansåg dock att användandet av en träskulptur och en inbjudan att tälja i den kunde ses som en inbjudan till att utsätta sexarbetare för mer våld.
Kritik kom även från sexarbetare, via Twitter, Facebook och brev till museet och Hignett. Efter kritiken beslutade Hignett, som propagerar för den svenska modellen kring prostitution, att dra tillbaka sin träskulptur och videoinstallation från utställningen.

## Galleri

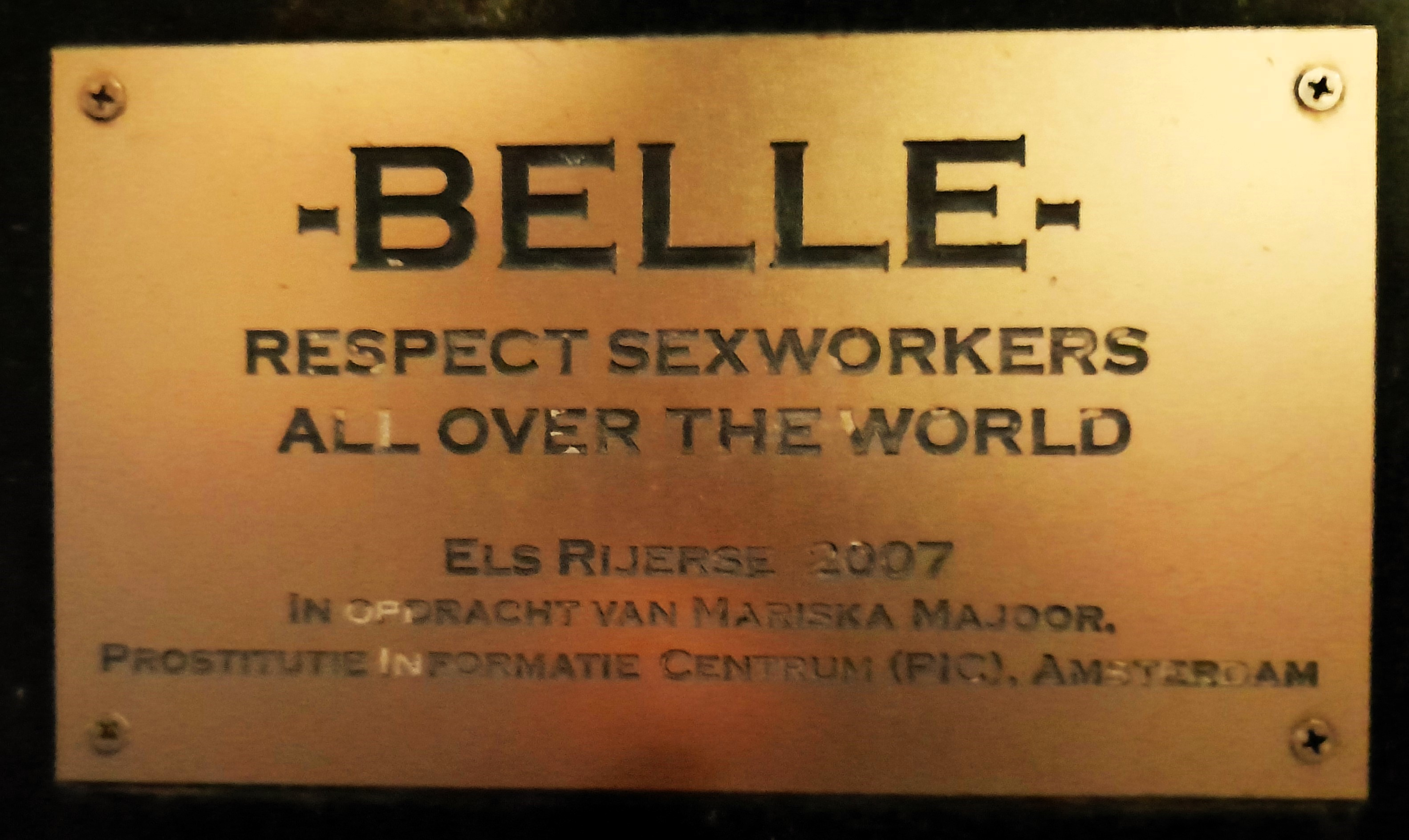
Plakett med inskription.
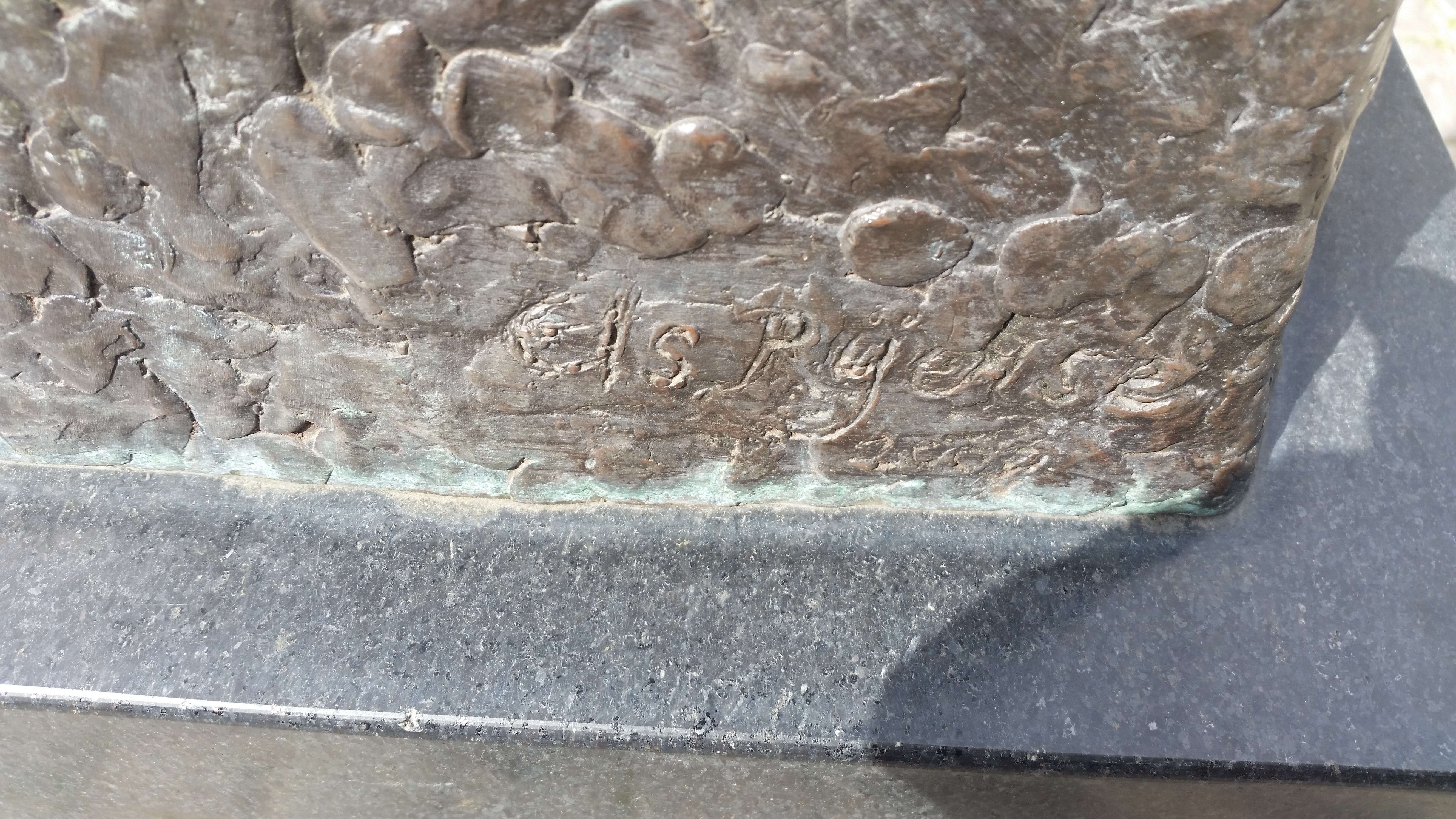
Els Rijerses signatur på sockeln.
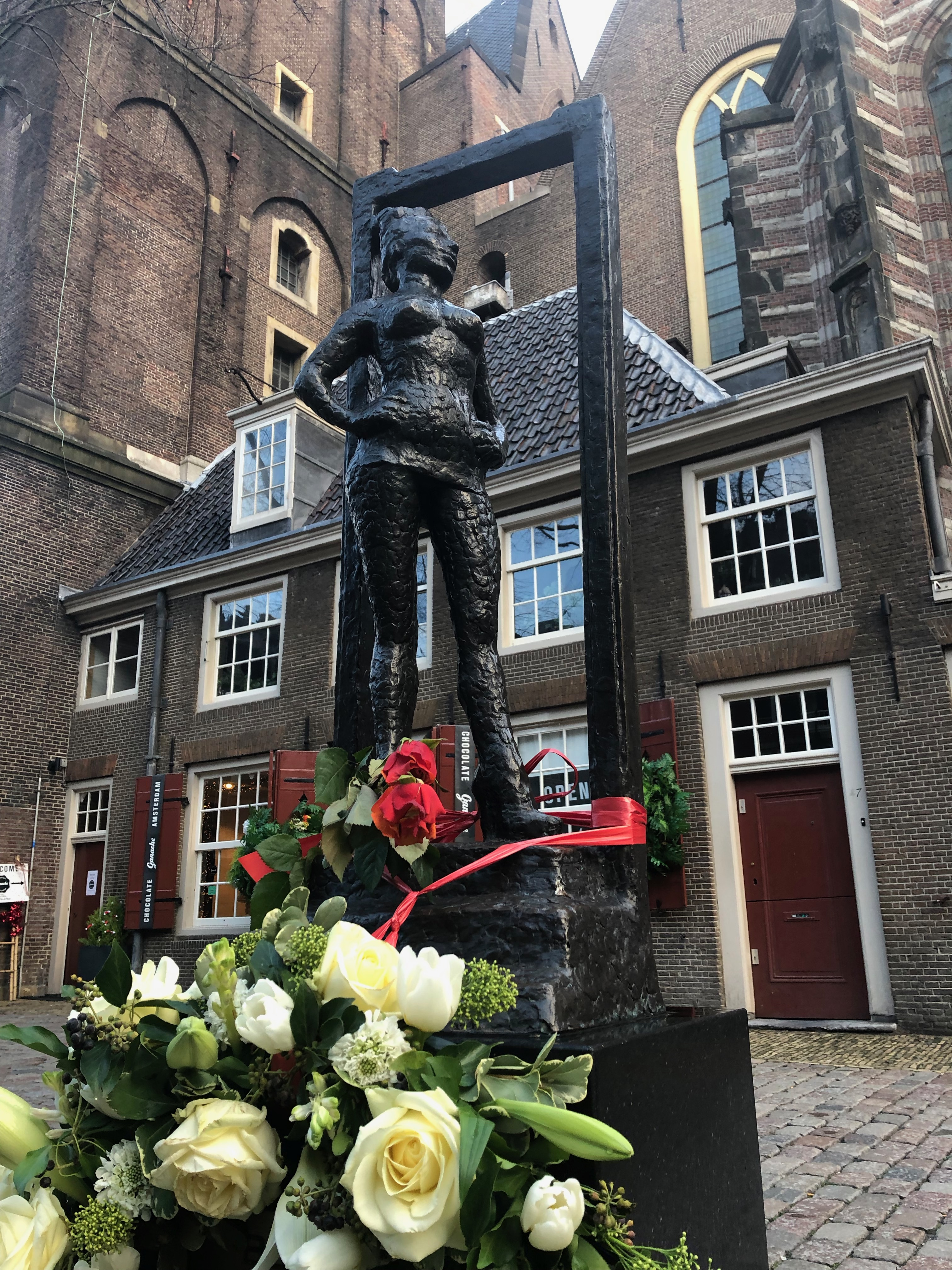
19 december 2018, Belle med blommor och med Oude Kerk i bakgrunden.